# Sobralia lindleyana
Sobralia lindleyana är en orkidéart som beskrevs av Heinrich Gustav Reichenbach. Sobralia lindleyana ingår i släktet Sobralia och familjen orkidéer. Inga underarter finns listade i Catalogue of Life.

## Bildgalleri

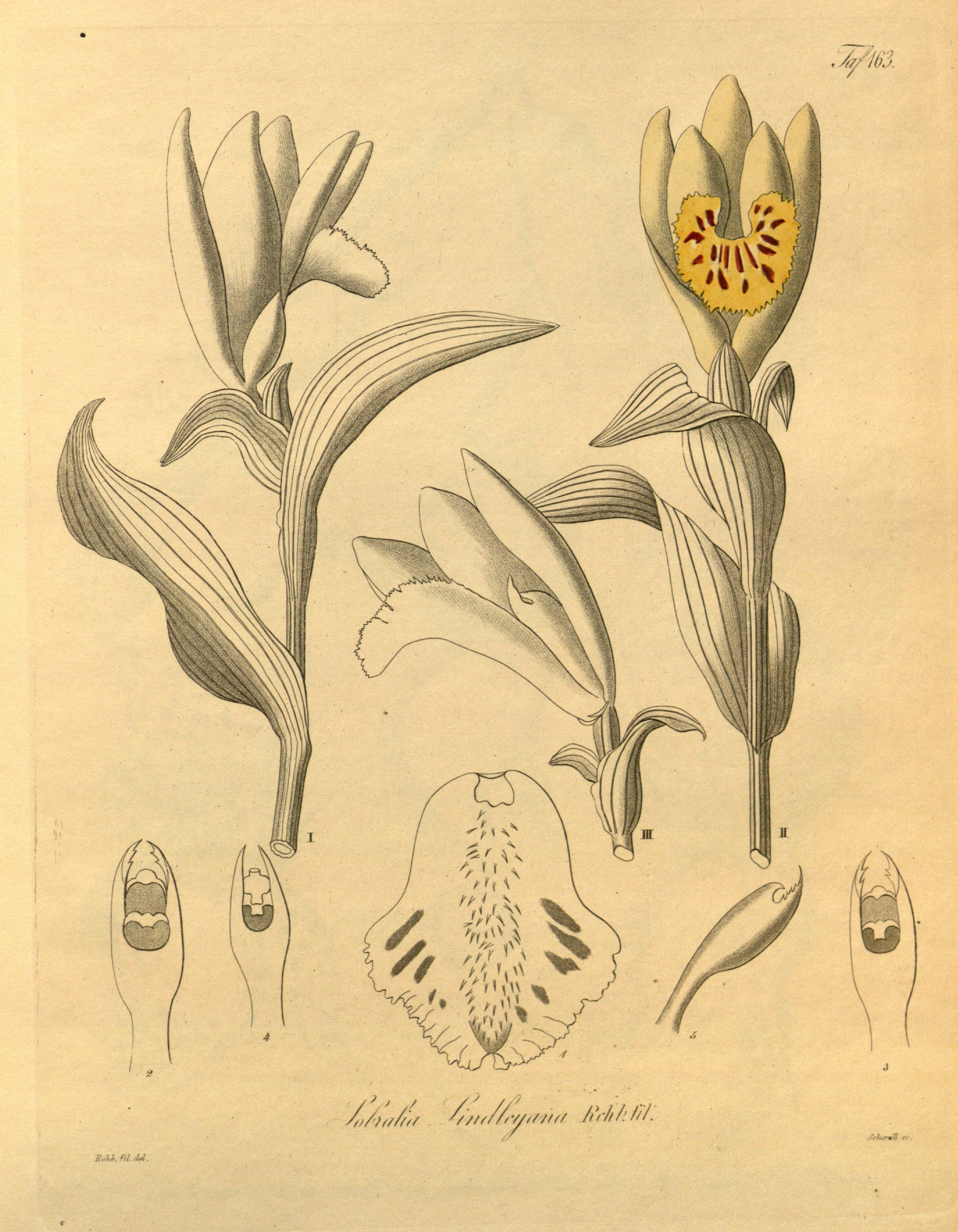